# Gustav Schade Maschinenfabrik

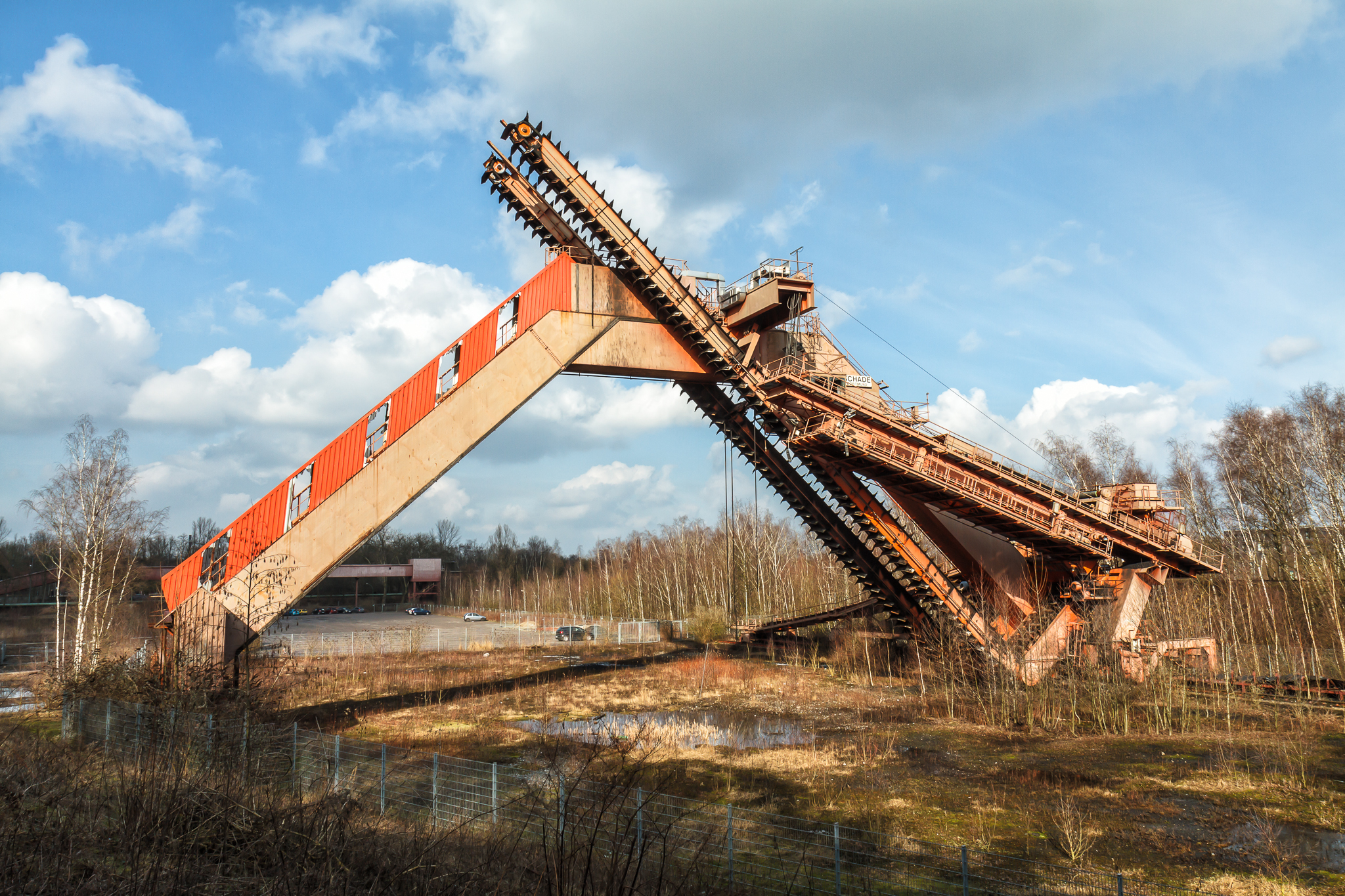
Fördermaschine der Firma Gustav Schade auf dem Gelände der Zeche Zollverein Essen

Die Gustav Schade Maschinenfabrik war ein Fördertechnikunternehmen in Dortmund. Die Fabrik produzierte und lieferte Fördergeräte und Transportbänder für den Bergbau im Ruhrgebiet. Die Maschinen fanden sich auf allen Zechen des Ruhrgebiets, so auch auf der Zeche Zollverein. Das Unternehmen wurde 1880 gegründet, firmierte dann unter dem Namen SCHADE Lagertechnik GmbH (AUMUND Group) und wurde 2001 in die AUMUND Unternehmensgruppe integriert. Firmensitz ist aktuell Gelsenkirchen. 

## Firmengeschichte
Gegründet wurde die Fabrik für Aufbereitung und Bergbau von Gustav Schade 1880 als kleiner Schmiede- und Schlosserei-Betrieb in der Löwenstraße 6. Bereits zur Zeit des Ersten Weltkriegs waren am Block „Friedrich-Wilhelm“ über 100 Leute beschäftigt. Nach dem Krieg wurde das neue Werk im Dortmunder Bezirk Schüren erbaut. Über eine Bahnverbindung war das Unternehmen mit dem Betriebsteil Phoenix-Ost der Hoesch AG verbunden und bezog von dort Stahl. Inhaber und Geschäftsführer in den 1980er Jahren war der Diplom-Ingenieur Gerhard Fischer.
Während des Zweiten Weltkriegs zählte die Fabrik zu den Herstellern von Waffen, Munition und Gerät. Bei Luftangriffen diente den Mitarbeitern ein mittlerweile befüllter Stollen in einigen hundert Metern Entfernung als Schutz. 1950 waren 400 Betriebsangehörige beschäftigt.
Im Jahre 2001 wurde das Unternehmen von der Aumund Gruppe übernommen. Die Werksanlagen wurden 2006 mit Ausnahme der ehemaligen Hauptverwaltung abgerissen, das Gelände wurde für eine Wohnbebauung vorbereitet. Seit Herbst 2007 wird das Gelände vorwiegend mit Einfamilienhäusern bebaut, die neu geschaffenen Straßen auf dem Gelände heißen Gustav-Schade-Weg und Lorenweg. Die ehemalige Hauptverwaltung wurde 2023/24 ebenfalls durch einen Neubau ersetzt, blieb aber Geschäftssitz des  Ingenieurbüros Schmidt & Theißen GbR mit Schwerpunkt Anlagenbau und Fördertechnik.